# Sakdrisi

Parte del sitio de Sakdrisi.

Protesta "Salva a Sakdrisi" en Tiflis.

Sakdrisi (en georgiano: საყდრისი), también conocido como el sitio Sakdrisi-Kachagiani (საყდრისი-ყაჩაღიანი), es una mina de oro y un sitio arqueológico, que contiene una mina prehistórica, localizada en Georgia, en el sur de la región de Kvemo Kartli, ubicada entre el sitio neolítico de Arukhlo y el yacimiento paleolítico de Dmanisi.

## Historia
De 2004 a 2011, un grupo de científicos georgianos y alemanes llevó a cabo investigaciones a gran escala, datando el sitio a principios del tercer milenio antes de Cristo o en la segunda mitad del cuarto milenio, lo que sugiere que podría ser una de las minas de oro más antiguas conocidas del mundo. En 2013, el gobierno de Georgia privó al sitio de un estatus de monumento cultural, que le había sido conferido en 2006, y dio permiso a la empresa minera RMG para extraer oro en el área más amplia donde se encuentra Sakdrisi, lo que provocó protestas de académicos y conservacionistas. RMG inició sus obras hasta diciembre de 2014, lo que provocó más protestas de los partidos políticos de oposición y los conservacionistas. La decisión fue condenada por la Iglesia ortodoxa georgiana y desaprobada por el presidente Giorgi Margvelashvili, pero defendida por el primer ministro Irakli Garibashvili. El 25 de diciembre de 2014, el Parlamento de Georgia aprobó una propuesta para establecer una comisión parlamentaria de investigación ad hoc para investigar los acontecimientos en torno a Sakdrisi, pero, el 4 de marzo de 2015, la coalición gobernante Georgian Dream bloqueó la investigación por negarse a votar por una composición de la comisión.